# Literal (lógica matemática)
En lógica matemática, un literal es una fórmula atómica o su negación. La definición del concepto se halla sobre todo en la teoría de la demostración.
Se pueden considerar dos tipos de variables:
- Positivo: un átomo (entendiéndose por tal una fórmula atómica).
- Negativo: la negación de un átomo.

Se dice que dos literales son opuestos o complementarios si uno de ellos es la negación del otro. Si un literal se expresa como {\displaystyle l}, su opuesto o complementario se puede expresar como {\displaystyle {\bar {l}}}, o bien como {\displaystyle l^{op}}
De manera más precisa, si {\displaystyle l\equiv x}, entonces {\displaystyle {\bar {l}}} es {\displaystyle \lnot x}, y si {\displaystyle l\equiv \lnot x}, entonces  {\displaystyle {\bar {l}}} es {\displaystyle x}.

## Literales puros opuesto
Con respecto a una fórmula expresada según la forma normal conjuntiva, se dice que un literal es puro si no aparece su complementario en esa fórmula. 
Dicho de otra manera, en un conjunto de cláusulas {\displaystyle S}, un literal es puro si en ese conjunto no hay cláusulas con la forma  {\displaystyle D\vee l^{op}\vee E}.
En un lenguaje menos formal,
Un literal en una fórmula en CNF es puro si aparece o bien siempre negado
o bien siempre sin negar. Además, se dice que una cláusula C es redundante si contiene al
menos un paralelo puro.

## Literales en lógica proposicional y en lógica de primer orden

### En lógica proposicional
En la lógica proposicional, un literal es una variable proposicional.  
Dos literales {\displaystyle l_{1}} y {\displaystyle l_{2}} son complementarios si {\displaystyle l_{1}\equiv \lnot l_{2}}. 

### En lógica de primer orden
En la lógica de primer orden o lógica de predicados, dos literales {\displaystyle l_{1}} y {\displaystyle l_{2}} son complementarios si {\displaystyle l_{1}} y {\displaystyle \lnot l_{2}} son unificables. 
Un literal es una fórmula atómica o su negación, entendiéndose por fórmula atómica un símbolo de predicado aplicado a algunos términos, {\displaystyle P(t_{1},\,t_{n})}, expresados mediante definición repercusiva (llamada también inductiva) a partir de símbolos de constante, símbolos de variable y símbolos de función. Por ejemplo, {\displaystyle \neg Q(f(g(x),y,2),x)} es un literal negativo con los siguientes símbolos:
- De constante: 2
- De variables: {\displaystyle x}, {\displaystyle y}
- De funciones: {\displaystyle f}, {\displaystyle g}
- De predicado: {\displaystyle Q}